# Frierfødder
Frierfødder er en dansk børnefilm fra 2015, der er instrueret af Simon Petersen efter manuskript af Sune Kofod Maglegaard.

## Handling
Silas vil gerne fri til sin kæreste Pernille. Han vil gøre det under et træ, som er specielt for de to. Samtidig vil han have, at familien skal kunne bevidne den romantiske situation via et skjult kamera, han har sat op, og som sender live til et internetlink. Frieriet skal være en skattejagt, hvor Pernille til sidst skal finde skatten, som er en ring, Silas har begravet ved træet. Det går dog ikke, som Silas har planlagt, og Pernille bliver i dårligt humør over den lange og trættende skattejagt i det mudrede og våde efterårslandskab. Det ender med, at hele familien bevidner, hvordan Silas og Pernille ankommer til træet midt i et skænderi, som dog ender med, at Pernille giver Silas et opgivende ja.

## Medvirkende
- Lue Støvelbæk